# Roumanie au Concours Eurovision de la chanson 2020
La Roumanie était l'un des quarante et un pays participants prévus du Concours Eurovision de la chanson 2020, qui va se dérouler à Rotterdam aux Pays-Bas. Le pays va être représenté par la chanteuse Roxen, sélectionnée en interne par le diffuseur TVR, et sa chanson Alcohol You, sélectionnée via Selecția Naționalǎ 2020. L'édition est finalement annulée en raison de la pandémie de Covid-19.

## Sélection
Le diffuseur roumain confirme sa participation le 16 septembre 2019. Il est annoncé le 31 janvier 2020 que le diffuseur sélectionnera pour la première fois son artiste représentant en interne, tandis que la chanson sera sélectionnée via l'émission Selecția Naționalǎ 2020.
Le 11 février 2020, le diffuseur annonce que le pays sera représenté par la chanteuse Roxen. Les chansons proposées pour Selecția Naționalǎ 2020 sont publiées le 21 février 2020.
| Ordre | Chanson            | Auteur(s)                                                           | Jury | Télévote | Total | Place |
| ----- | ------------------ | ------------------------------------------------------------------- | ---- | -------- | ----- | ----- |
| 1     | Beautiful Disaster | Alex Cotoi, Julie Frost, Breyan Isaac                               | 0    | 0        | 0     | 5     |
| 2     | Cherry Red         | Sebastian Barac, Marcel Botezan, Costel Dominteanu, Theea Miculescu | 1    | 2        | 3     | 3     |
| 3     | Colors             | Alex Cotoi, Julie Frost, Breyan Isaac                               | 2    | 1        | 3     | 4     |
| 4     | Alcohol You        | Ionuț Armas, Breyan Isaac, Viky Red                                 | 5    | 5        | 10    | 1     |
| 5     | Storm              | Minelli, Viky Red                                                   | 3    | 3        | 6     | 2     |

La soirée se conclut sur la victoire de la chanson Alcohol You, qui sera donc interprétée par Roxen à l'Eurovision 2020.

## À l'Eurovision
La Roumanie aurait participé à la première demi-finale, le 12 mai puis, en cas de qualification, à la finale du 16 mai 2020.
Le 18 mars 2020, l'annulation du Concours en raison de la pandémie de Covid-19 est annoncée.